# Hani (cantante)
Ahn Hee-yeon (en hangul, 안희연; romanización revisada, An Huiyeon; McCune-Reischauer, An Hŭiyŏn; Seúl, 1 de mayo de 1992), popularmente conocida como Hani (hangul: 하니), es una cantante, bailarina, modelo y actriz surcoreana perteneciente al grupo de K-Pop, EXID de la agencia Yedang Entertainment, también forma parte de la subunidad DASONI junto a su compañera de grupo Solji.

## Biografía
Hani nació el 1 de mayo de 1992 en Seúl, Corea del Sur, hija de padres surcoreanos y tiene un hermano menor.
En enero de 2016 se reveló que llevaba saliendo con el cantante Xiah Junsu seis meses, sin embargo en septiembre del mismo año se anunció que la relación había terminado debido a sus horarios
El 20 de julio de 2021 su agencia anunció que había dado positivo para COVID-19 luego de someterse a una prueba preventiva, después de que un staff que había estado llevando a cabo sus actividades programadas había dado positivo. También se anunció que ya se encontraba recibiendo la atención necesaria.
El 1 de junio de 2024 publicó una foto y una carta manuscrita en su cuenta de Instagram en la que anunciaba que iba a casarse. El novio es el psiquiatra Yang Jae-woong, y la relación entre ambos había comenzado en junio de 2022. Varios medios periodísticos afirmaron que la boda sería en septiembre del mismo año.

## Carrera
Es miembro de la agencia Sublime Artist Agency.
Incursionó en el mundo del entretenimiento en 2012 bajo la agencia Yedang Entertainment; ella misma confesó que en el pasado Hyolyn del grupo Sistar le ofreció unirse a la agrupación mencionada, pero ella rechazó esta posibilidad puesto que primero deseaba concluir sus estudios, cabe mencionar que parte de sus estudios los tomó en China, por lo cual estuvo en dicho país por un año.
Hecho esto y tras una etapa de aprendizaje de dos años en la agencia JYP Entertainment, Hani dio paso a la industria del entretenimiento en el grupo EXID.
Ha conseguido ser el número 1 en las noticias populares en Naver y número 2 en Nate tras ser descubierta su identidad en el concurso "King of Masked Singer" el 28 de febrero. Ha sorprendido al público y ha recibido muy buenos comentarios y un gran apoyo, siendo reconocida no solo por su belleza y personalidad, sino también por su preciosa voz. Consiguió llegar hasta la última ronda (algo sorprendente) y fue derrotada por el actual King of Masked, un participante que parece indestructible.
Hani habla chino mandarín e inglés con fluidez, además de su lengua materna, el coreano.
El 23 de octubre de 2019 se reveló que Hani promocionará con su nombre real Ahn Hee Yeon en su nueva carrera como actriz.
El 23 de febrero de 2021 se unió al elenco de la serie web Not Yet Thirty (también conocida como "How To Be Thirty") donde dio vida a la presentadora Lee Ran-joo, la mejor amiga de la infancia de Seo Ji-won (Jung In-sun), hasta el final de la serie el 13 de abril del mismo año.
El 31 de agosto del mismo año se unió al elenco principal de la serie You Raise Me Up donde interpretó a Lee Ru-da, una uróloga que proveniente de una familia acomodada y cuyo único problema es que tiene un novio demasiado confiado.
El 8 de noviembre del mismo año se unió al elenco de la serie Idol: The Coup, donde da vida a Kim Jae-na, una integrante de un grupo de chicas llamado "Cotton Candy".

## Filmografía

### Cine
| Año  | Título              | Papel     | Notas                        | Ref.                 |
| ---- | ------------------- | --------- | ---------------------------- | -------------------- |
| 2021 | Young Adult Matters | Joo-young | Debut en cine - protagonista | [ 13 ] [ 14 ] [ 15 ] |
| 2021 | Dream Builder       | Narradora | Película de animación danesa | [ 16 ]               |

### Series de televisión
| Año     | Título                 | Papel                | Canal        | Notas               | Ref.          |
| ------- | ---------------------- | -------------------- | ------------ | ------------------- | ------------- |
| 2015    | Producer               | Ella misma           | KBS2         | Cameo, ep. 3        |               |
| 2020    | SF8                    | Juno                 | MBC          | Episodio White Crow | [ 17 ] [ 18 ] |
| 2020    | The Spies Who Loved Me | Hacker               | MBC          | Cameo, ep. 8-9      | [ 19 ]        |
| 2020    | XX                     | Yoon Na-na           |              | Serie web           | [ 20 ]        |
| 2021    | Idol: The Coup         | Kim Je-na            | jTBC         |                     | [ 21 ] [ 22 ] |
| 2021    | Not Yet Thirty         | Lee Ran-joo          | KakaoTV      | Serie web           | [ 23 ]        |
| 2022    | Ghost Doctor           | Lee Ji-woo / Jessica | tvN          | Cameo               | [ 24 ]        |
| 2022    | Llámalo amor           | Kang Min-yeong       | Disney+      | Serie web           | [ 25 ] [ 26 ] |
| 2022-23 | Dar en el clavo        | Son Hee-jae          | Coupang Play | Serie web           | [ 27 ] [ 28 ] |

### Programas de variedades
| Año        | Título                         | Canal   | Notas                                                                    | Ref.                 |
| ---------- | ------------------------------ | ------- | ------------------------------------------------------------------------ | -------------------- |
| 2015       | Law of the Jungle in Nicaragua | SBS     | 3 episodios - (ep. 178–180) - miembro                                    |                      |
| 2015       | Running Man                    | SBS     | 2 episodios - (ep. 237 y 275) - invitada                                 |                      |
| 2016       | King of Mask Singer            | MBC     | participó como "Be Careful for Cold the Little Match Girl", (ep. #47-38) | [ 29 ]               |
| 2016       | Battle Trip                    | KBS2    | (ep. 2-3) - participante junto a Solji                                   |                      |
| 2015, 2017 | Hello Counselor                | KBS2    | (ep. 207, 250, 324) - invitada                                           |                      |
| 2017       | Law of the Jungle in Komodo    | SBS     | (ep. 274 - 278) - miembro                                                |                      |
| 2019       | Running Man                    | SBS     | (ep. 448) - invitada                                                     | [ 30 ] [ 31 ] [ 32 ] |
| 2019       | Busted! Season 2               | Netflix | (ep. 4) - invitada                                                       |                      |
| 2020       | Law of the Jungle              | SBS     | (ep. 400) - episodio especial "Hunger Game"                              |                      |
| 2020       | Running Girls                  | SBS     | miembro                                                                  | [ 33 ]               |
| 2021       | Running Man                    | SBS     | (ep. 569) - invitada                                                     | [ 34 ]               |

## Discografía

### Sencillos
- We Got The Wold (2015)
- Honey Bee (2017)
- You (2017)
- Cold (2012)
- Kiss Me (2014)
- Fake Illness (2015)
- Gap (2015)